# 王蔭泰
王 蔭泰（おう いんたい、1886年 - 1961年12月15日）は、中華民国の政治家・法務官僚・外交官・弁護士。北京政府では奉天派と目された。後に中華民国臨時政府、南京国民政府（汪兆銘政権）華北政務委員会でも要職をつとめている。字は孟群。父は清末民初の政治家・学者である王式通。本貫は浙江省紹興府山陰県。

## 事績

### 北京政府での活動
日本に留学し、1906年（光緒32年）、第一高等学校を卒業した。続いてドイツに留学し、ベルリン大学法科を1912年（民国元年）に卒業している。帰国後の同年8月31日、王は北京政府で法典編纂会纂修に任命された。1914年（民国3年）2月13日、国務院法制局参事となり、他にも北京大学法科講師、高等検査庁判事を兼任した。
1919年（民国8年）、敵国財産管理処法律顧問兼庫倫（ウランバートル）特派員となり、翌1920年（民国9年）、庫倫宣撫署総務処処長に異動した。1921年（民国10年）、王は東北に赴き、奉天派の長・張作霖の外交顧問となっている。奉天派が北京を掌握した後の1926年（民国15年）6月22日、杜錫珪内閣の外交部次長として王は起用され、関税特別会議委員会全権代表や外交官領事館資格審査委員会委員長、東清鉄道中俄（中ソ）交渉委員会委員長なども兼任した。
1927年（民国16年）6月20日、王蔭泰は潘復内閣の外交部総長に特任され、条約研究会副会長や中華匯業銀行総経理も兼任した。1928年（民国17年）2月25日、姚震の後任として司法部総長に異動し、3月7日には関税自主委員会委員も兼任している。なお王は、北京政府最後の司法部総長となった。同年6月、北京政府・奉天派が敗北したことにより王は東北へ逃れ、さらに上海へ移って弁護士を開業した。

### 親日政府での活動
1937年（民国26年）12月、王蔭泰は王克敏らの中華民国臨時政府創設に参与する。翌1938年（民国27年）4月、行政部実業局が実業部として独立・昇格したことに伴い、同月4日、王蔭泰は実業部総長兼臨時政府委員（議政委員会委員）に特任された。1939年（民国28年）3月29日から5月4日にかけて、主賓として華北経済使節団を率い、日本・朝鮮・満洲国を訪問した。
1940年（民国29年）3月30日、南京国民政府（汪兆銘政権）に臨時政府が合流し、華北政務委員会に改組される。同日、王蔭泰は同委員会常務委員兼実業総署督弁に特派された。1942年（民国31年）11月26日から28日にかけて東京で開催された第4回東亜経済懇談会に、王蔭泰は南京国民政府の首席代表として出席している。翌1943年（民国32年）11月11日、華北政務委員会の機構改革に伴い、王蔭泰は常務委員兼総務庁長官兼農務総署督弁に任命され、11月22日には委員会内務庁庁長代理も兼ねた。これにより事実上、王は委員会のナンバー2となった。1945年（民国34年）2月8日、王克敏の後任として、王蔭泰は華北政務委員会委員長（兼総務庁長官）に特任された。王蔭泰は、華北政務委員会最後の委員長である。
日本敗北後の1945年（民国34年）12月5日、王蔭泰は漢奸として国民政府に逮捕され、1946年（民国35年）10月8日、南京高等法院で死刑判決を宣告される。しかし1947年（民国36年）12月に、最高法院の上訴審で無期懲役に減刑され、上海で収監された。中華人民共和国建国後も上海で収監され続けている。1961年12月15日、獄中で病没。享年76。

### 人物像
曹汝霖は自伝において王蔭泰と親交があったと述べているが、その曹による王の人物評価は厳しいものとなっている。曹によれば、上記の東亜経済懇談会出席のために訪日した王は大歓迎を受け、また、「米国は真珠湾で太平洋艦隊が殆ど全滅したので、回復するのに十年はかかる」という見解を日本軍部から聞かされたという。その結果として、王は米国を侮り日本一辺倒の姿勢を抱くようになってしまったとのことである。また、父（王式通）が学者・君子だったのに反し、王蔭泰は功利心が強かったため判断を誤ってしまった、と曹は嘆じている。